# Post (album)
Pour les articles homonymes, voir Post.
Albums de Björk
Debut
(1993) Homogenic
(1997)
Post est le troisième album studio de la chanteuse islandaise Björk, sorti le 13 juin 1995. Il a été coproduit par Nellee Hooper, Tricky, Graham Massey et Howie B. Cet album s'est vendu à 2 millions et demi de copies dans le monde.

## Nom de l'album
Björk baptisa cet album « Post » pour deux raisons :
- Tout d'abord, elle voyait Post comme une suite de Debut : « Post est à propos d'une fille qui quitte sa maison pour changer d'air. Post est en fait ce que je cherchais dans cette nouvelle vie, Homogenic est ce que j'ai trouvé. »

- Sur la pochette de l'album, Björk porte un haut avec une ouverture contenant un motif bleu-rouge, pour avoir également un rapport avec la poste.

## Liste des titres
1. Army of Me - 3:54 (Björk, Graham Massey)
2. Hyperballad - 5:21 (Björk)
3. The Modern Things - 4:10 (Björk, Graham Massey)
4. It's Oh So Quiet - 3:38 (Hans Lang, Bert Reisfeld)
5. Enjoy - 3:56 (Björk, Tricky)
6. You've Been Flirting Again - 2:29 (Björk)
7. Isobel - 5:47 (Björk, Nellee Hooper, Marius DeVries, Sjon)
8. Possibly Maybe - 5:08 (Björk, Nellee Hooper, Marius DeVries)
9. I Miss You - 4:03 (Björk, Howie B)
10. Cover Me - 2:06 (Björk)
11. Headphones - 5:40 (Björk, Tricky)

Bonus au Japon :
I Go Humble - 4:42 (Björk, Graham Massey)

## Paroles et musique
Le tout premier titre, Army of Me, est un titre dont la musique se rapproche du rock industriel.
Les paroles, sûrement adressées au frère de Björk, ont été écrites avant la sortie de l'album, mais la chanson a été chantée durant le Debut Tour.
Dans les paroles, Björk s'adresse à quelqu'un qui trouve la vie très difficile, et le met en garde : s'il n'arrête pas de se plaindre, il rencontrera une armée de Björk, probablement pour le calmer.
Hyperballad est à propos d'un rêve. Un rêve parlant d'un couple (Björk et un homme) vivant au sommet d'une montagne. La jeune fille, tous les matins, avant que son partenaire ne se réveille, jette des choses dans le vide comme des bouteilles, des pièces de voitures, de l'argenterie, etc. et écoute le bruit qu'elles font lorsque celles-ci s'écrasent au sol. Cette chanson parle d'une personne qui cache sa nature destructrice en jetant des choses dans le vide. À un moment dans la chanson, Björk dit : « j'imagine comment résonnerait mon corps, s'écrasant contre ces pierres » (« imagine what my body would sound like slamming against those rocks »). La musique, au début très douce, s'amplifie lorsque Björk chante le refrain. La musique utilise énormément de sons électroniques et des cordes.
The Modern Things, parle de la technologie et de la modernité qui domineront le monde. Cette chanson fut écrite, comme Army of Me, bien avant la carrière musicale de Björk et fut chantée en tant qu'inédite lors de la tournée de Björk. Dans cette chanson, elle raconte son point de vue sur les nouvelles ou anciennes technologies dans un style un peu excentrique, pas à prendre au sérieux : selon elle, les choses modernes auraient toujours existé. Elles étaient simplement cachées quelque part et sont sorties le moment venu.
You've Been Flirting Again, l'un des morceaux les plus mélancoliques de l'album, serait à propos d'une jeune femme observant son ex-petit ami avec sa nouvelle compagne et d'infidélité. Ce morceau, doux et triste, est accompagné par des cordes.
Isobel, le deuxième single de l'album, raconte l'histoire d'une femme, Isobel, qui est « mariée à elle-même » et qui est coupée du monde moderne. Ce titre est une suite à la chanson Human Behaviour (sur l'album Debut) et un prélude à la chanson Bachelorette (sur l'album Homogenic). Ce titre, également utilisateur de cordes, contient aussi des percussions, ces deux caractéristiques ressemblant énormément à celles que l'on retrouve sur Bachelorette.
Possibly Maybe est, selon Björk, sa première chanson de laquelle l'espoir est absent. Elle a dit être terriblement honteuse après avoir écrit cette chanson. Cette piste parle d'un chagrin d'amour. Oscillant entre pop, trip hop et chill-out, la chanson utilise également des cordes, même si très peu.
I Miss You raconte une histoire d'amour qui ne s'est pas encore passée, mais que Björk a totalement planifiée : elle parle de son amoureux comme si elle le connaissait déjà. La musique s'entoure de percussions électroniques, de cuivres et sonne plus jazzy vers la fin. Le clip montre une Björk rousse, et un petit dessin animé réalisé par John Kricfalusi.
It's Oh So Quiet, reprise de la chanson de Betty Hutton, est un morceau purement jazzy du début jusqu'à la fin.
Headphones, le dernier titre de l'album est dédié à Graham Massey, auquel elle dit des choses comme « c'était génial de m'endormir sur ta cassette hier soir » (« genius to fall asleep to your tape last night ») ou « ta cassette m'a bercée » (« your tape it lulled me to sleep »).

## Singles
- Army of Me (1995)
- Isobel (1995)
- It's Oh So Quiet (1995)
- Hyperballad (1996)
- Possibly Maybe (1996)
- I Miss You (1997)

### Remixes
Un remix de Army of me figure sur la bande originale du film Sucker Punch.

## Distinctions
- Album classé 10e dans le classement des meilleures pochettes de l'année 1995 par les lecteurs du magazine Rock & Folk[2]
- Album classé à la 38e place de « 50 plus grands albums de tous les temps » du magazine Rolling Stone dans la catégorie « Women who rock »[3]
- Album ayant reçu la note parfaite de 10/10 sur le site spécialisé Pitchfork[4]